# Antigónī Ntrismpiōtī
Antigónī Ntrismpiōtī, accreditata anche Antigoni Drisbioti (in greco Αντιγόνη Ντρισμπιώτη?; Karditsa, 21 marzo 1984), è una marciatrice greca, vincitrice della medaglia d'oro nella 20 km e nella 35 km agli Europei di Monaco di Baviera 2022.

## Biografia
Si è messa in mostra ai Giochi del Mediterraneo di Mersin 2013, dove ha vinto la medaglia di bronzo nella marcia 20 km, concludendo alle spalle dell'italiana Eleonora Giorgi e della spagnola Raquel González.
Ha rappresentato la Grecia ai Giochi olimpici estivi di Rio de Janeiro 2016, dove si è piazzata al 15º posto nella marcia 20 km.
Ha fatto la sua seconda apparizione alla Olimpiadi a Tokyo 2020, in cui ha guadagnato l'8º posto nella marcia 20 km.
Si è laureata campionessa continentale agli europei di Monaco di Baviera 2022 nella marcia 20 km con il tempo di 1h29'03", suo record personale, e nella marcia 35 km.
Ai mondiali di Budapest 2023, si è classificata 15ª nella Marcia 20 km ed ha vinto il bronzo nella Marcia 35 km, terminando alle spalle della spagnola María Pérez	e della peruviana Kimberly García.

## Palmarès
| Anno | Manifestazione          | Sede           | Evento       | Risultato | Prestazione | Note                                     |
| ---- | ----------------------- | -------------- | ------------ | --------- | ----------- | ---------------------------------------- |
| 2013 | Mondiali                | Mosca          | Marcia 20 km | 31ª       | 1h33'42"    | Miglior prestazione personale            |
| 2013 | Giochi del Mediterraneo | Mersin         | Marcia 20 km | Bronzo    | 1h41'53"    |                                          |
| 2014 | Europei                 | Zurigo         | Marcia 20 km | 24ª       | 1h35'54"    |                                          |
| 2016 | Giochi olimpici         | Rio de Janeiro | Marcia 20 km | 15ª       | 1h32'32"    |                                          |
| 2017 | Mondiali                | Londra         | Marcia 20 km | 24ª       | 1h32'03"    | Miglior prestazione personale stagionale |
| 2018 | Europei                 | Berlino        | Marcia 20 km | 13ª       | 1h32'16     | Miglior prestazione personale stagionale |
| 2019 | Mondiali                | Doha           | Marcia 20 km | 22ª       | 1h38'56"    |                                          |
| 2021 | Giochi olimpici         | Tokyo          | Marcia 20 km | 8ª        | 1h31'24"    | Miglior prestazione personale stagionale |
| 2022 | Mondiali                | Eugene         | Marcia 35 km | 4ª        | 2h41'58"    | Record nazionale                         |
| 2022 | Europei                 | Monaco         | Marcia 20 km | Oro       | 1h29'03"    | Miglior prestazione personale            |
| 2022 | Europei                 | Monaco         | Marcia 35 km | Oro       | 2h47'00"    |                                          |
| 2023 | Mondiali                | Budapest       | Marcia 20 km | 15ª       | 1h30'19"    |                                          |
| 2023 | Mondiali                | Budapest       | Marcia 35 km | Bronzo    | 2h43'22"    | Miglior prestazione personale stagionale |
| 2024 | Europei                 | Roma           | Marcia 20 km | 16ª       | 1h33'38"    | Miglior prestazione personale stagionale |
| 2024 | Giochi olimpici         | Parigi         | Marcia 20 km | 22ª       | 1h31'33"    | Miglior prestazione personale stagionale |